# Abeid Amani Karume
Abeid Amani Karume (ur. 4 sierpnia 1905 w Mwera, Zanzibar; zm. 7 kwietnia 1972 w Zanzibarze, Zanzibar) – zanzibarski i tanzański polityk.

## Życiorys
Ojciec Amaniego Abeida Karume, byłego prezydenta Zanzibaru.  Przywódca Partii Afroszyrazyjskiej założonej w 1957 roku. Prezydent Ludowej Republiki Zanzibaru i Pemby po obaleniu sułtanatu i proklamowaniu republiki od 12 stycznia do 25 kwietnia 1964 roku, wiceprezydent Tanzanii od 29 października 1964 do śmierci i pierwszy prezydent Zanzibaru od 26 kwietnia 1964 do śmierci. Został zastrzelony w mieście Zanzibar w wyniku zamachu stanu.